# Чашник великий литовський
Чашник великий литовський (пол. Cześnik wielki litewski, лат. picerna Magni Ducatus Lithuaniae) — уряд дворський Великого князівства Литовського Речі Посполитої.
У ВКЛ уряд чашника фіксується джерелами з 1409 року. При дворі великого князя литовського Олександра Ягеллончика (1492—1506) згадувалося кілька чашників. Від початку чашник належав до обслуги монаршого двору. Вважалося, що чашник мав наливати напої в посуд/чашу, а його заступник — підчаший — підносити повну чашу правителю під час двірських урочистостей. Після появи урядів пивничого та підчашого, обов'язком чашника було подання страв, принесених крайчим, безпосередньо на стіл правителю.
Цей уряд мав у Короні відповідника — чашника великого коронного. Пізніше ця посада стала почесною. Його заступник підчаший згодом перевершив першого за значенням. З XVII століття на землях ВКЛ назва уряду почала звучати на польський лад — чеснік.

## Деякі відомі чашники великі литовські
- Миколай Абрамович (1638—1640)
- Антоній-Ян Тишкевич (1640)
- Олександр Жижемський (1640—1643)
- Кшиштоф Потоцький (1645—1646)
- Марціан Александр Огінський (1658—1659)
- Михайло Казимир Пац (1659)
- Казимир Ян Сапега (1659—1661)
- Герард Денгофф (1661—1666)
- Владислав Йосафат Сапіга (1679—1684)
- Григорій Антоній Огінський (1684—1687)
- Миколай Фаустин Радзивілл (1706—1709)
- Михайло Казимир Огінський (1744—1748)
- Юзеф Неселовський (1765)
- Роберт Берестовський (1787—1791)
- Михаїл Єроним Бжостовський (1794—1795)